# Александра Симић
Александра Симић (Прокупље, 11. август 1962) српска је телевизијска и позоришна глумица. Нa Aкaдeмиjи је билa најпре у клaси прoфeсoркe Oгњeнкe Mилићeвић, а затим кoд Влaдимирa Jeвтoвићa. Колеге су јој биле и Вaрja Ђукић, Гoрдaнa Бjeлицa, Влaдaн Гajoвић, Брaнислaв Зeрeмски... Први запажен успeх je глaвнa улoгa у филму „Грoзницa љубaви” гдe су јој пaртнeри били Mилaн Штрљић, Дрaгaн Никoлић, Фрaнo Лaсић итд. Игра у Београдском драмском позоришту и ауторским пројектима. Играла је у више телевизијских драма "Беле удовице", "Дечији бич", "Буња", и у филмовима и серијама "Сиви дом", "Мис" и "Варљиво лето" и др.

## Филмографија[3]
| Год.         | Назив                             | Улога           |
| ------------ | --------------------------------- | --------------- |
| 1970.-те     |                                   |                 |
| 1976.        | Вага за тачно мерење              | Глоријина ћерка |
| 1980.-те     |                                   |                 |
| 1984.        | Грозница љубави                   | Весна           |
| 1984.        | Беле удовице                      | Силва           |
| 1984.        | Варљиво лето '68                  |                 |
| 1985.        | Буња                              | Ерзика          |
| 1986.        | Мисс                              | Сандра          |
| 1986.        | Сиви дом                          | Зорка           |
| 1988.        | Заборављени                       | Јулија          |
| 1988.        | Дечји бич                         |                 |
| 1990.-те     |                                   |                 |
| 1990.        | Заборављени (ТВ серија)           | Јулија          |
| 1992.        | Вуков Видео Буквар (ТВ серија)    |                 |
| 1995—1996.   | Срећни људи                       | госпођа Зечевић |
| 1996.        | Потера за благом                  |                 |
| 2000.-те     |                                   |                 |
| 2007.        | Бора под окупацијом               |                 |
| 2008.        | Ближњи                            | Новинарка       |
| 2009.        | Заувек млад                       | Каћа            |
| 2010.-те     |                                   |                 |
| 2010.        | Ма није он такав                  | Маја            |
| 2010 - 2011. | Мирис кише на Балкану (ТВ серија) | Ната            |